# Lijst van Indonesische gerechten
Hier volgt een lijst van Indonesische gerechten naar regio.

## Atjeh
- Gulee itik
- Timpan
- Gulee kepala ikan rambeu
- Kanji rumbi
- Gulee sirip hiu
- Mi Aceh
- Nasi goreng Aceh
- Dalca
- Kare kameng
- Ungkut kayee
- Gulee pliek u
- Nasi gurih
- Pulut
- Tumis eungket sure
- Manok boh jantung
- Dedah boh itik
- Gulee sie reuboh
- I boh timun
- Kopi sanger
- Rujak u' groeh
- Boh rom rom
- Martabak Aceh

## Noord-Sumatra
- Babi pangang
- Saksang
- Bami Siantar
- Lontong Sayur Medan
- Arsik

## West-Sumatra
- Asam padeh
- Dendeng belado
- Katupek Pitalah (of Lontong Pitalah)
- Palai bada
- Rendang (Rendang)
- Sate Padang
- Teh talua en Kopi talua
- Karupuak angek

## Zuid-Sumatra
- Empek-empek
- Mie Celor

## Jakarta

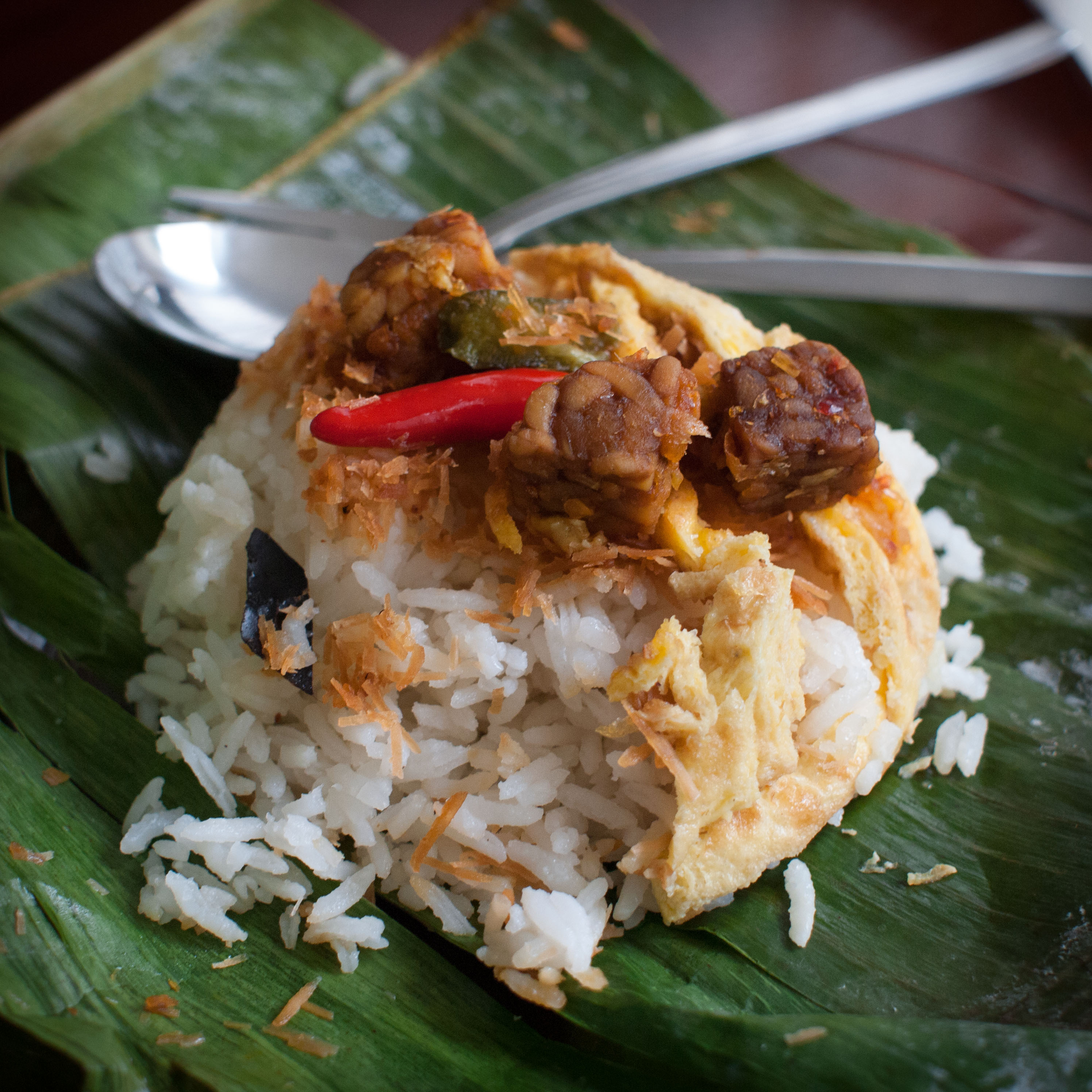
Een eenvoudige nasi uduk

- Soto Betawi
- Kerak telor
- Pindang serani
- Nasi goreng kambing
- Nasi uduk
- Ketoprak

## West-Java
- Karedok
- Soto Bandung
- Batagor
- Es doger
- Saté kambing
- Sega jamblang
- Sega lengko
- Empal gentong
- Laksa Bogor

## Midden-Java
- Gudeg
- Opor ayam
- Soto sokaraja
- Tongseng
- Soto Kudus
- Lumpia Semarang
- Taoto

## Oost-Java en Madura

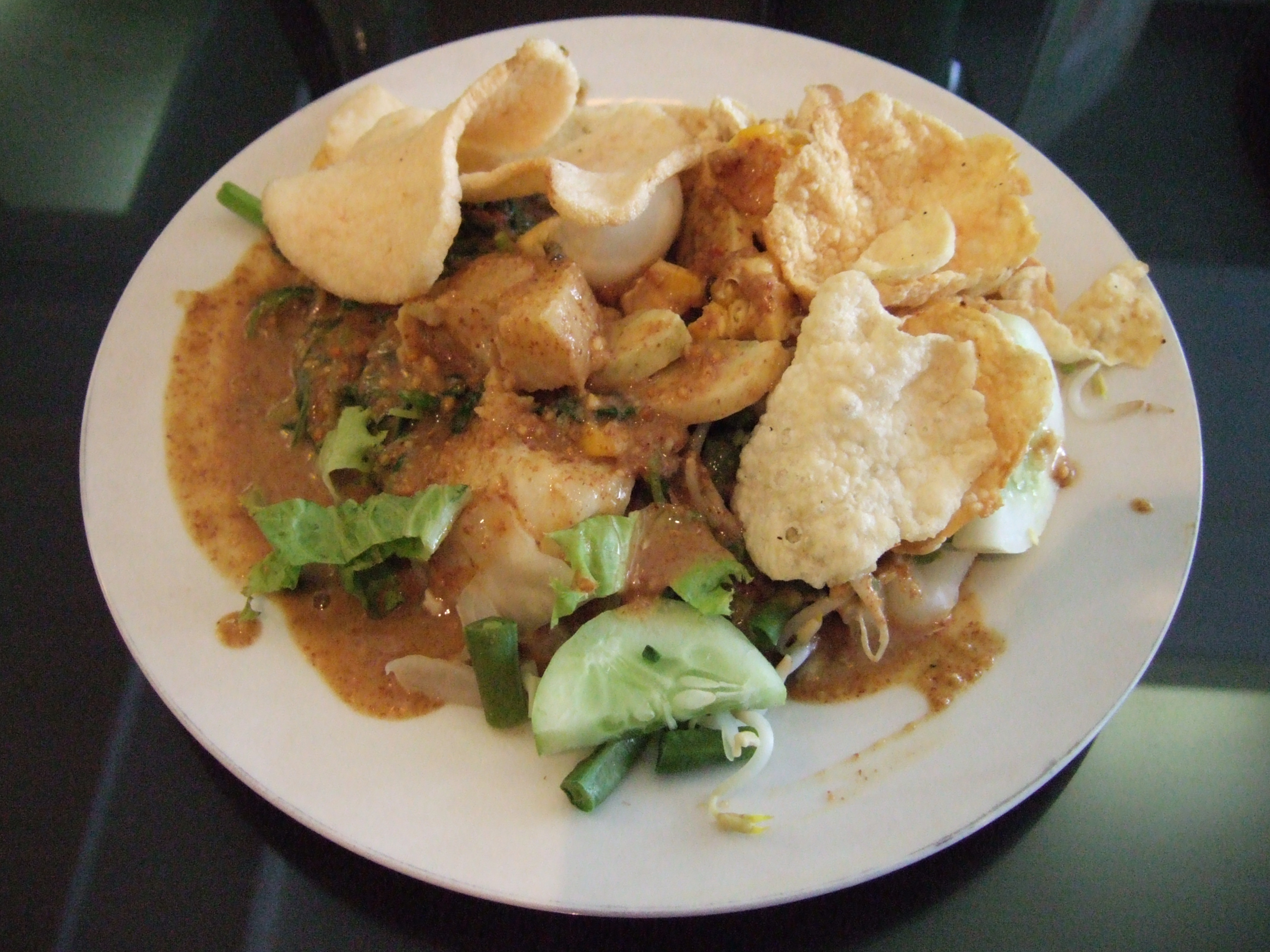
Gadogado

- Rawon
- Sate ayam
- Soto lamongan
- Rujak soto
- Rujak cingur
- Pecel Madiun
- Lontong balap
- Jenang apel
- Semanggi
- Tahu campur
- Tahu tek
- Soto Madura
- Gadogado
- Sego gobyos
- Bata anget
- Pottre nyellem
- Nom aeng
- Pokak syarifah
- Wedang sekojo
- Lepet jagung
- Nasi krawu
- Nasi blawu
- Rempih danggur
- Teh jahe keningar
- Sambal goreng kering

## Bali
- Ayam kecap
- Ayam pedis
- Ayam betutu
- Bebek betutu
- Babi guling
- Bebaris tiga
- Bakso kecap
- Daging rendang
- Daging roedjak
- Ikan Bali
- Jajan Bali
- Lawar
- Sambal Baloujak
- Sambal goreng udang

## West-Nusa Tenggara
- Ayam Taliwang

## Zuid-Kalimantan
- Soto Banjar
- Amparan tatak pisang

## Noord-Celebes
- Bubur Manado
- Ayam rica-rica
- Ayam paniki
- Tinorangsak
- Pisang goroho

## Zuid-Celebes
- Coto Makassar
- Sup konro

## Molukken
- Colo-colo
- Kohu-kohu

## Overig

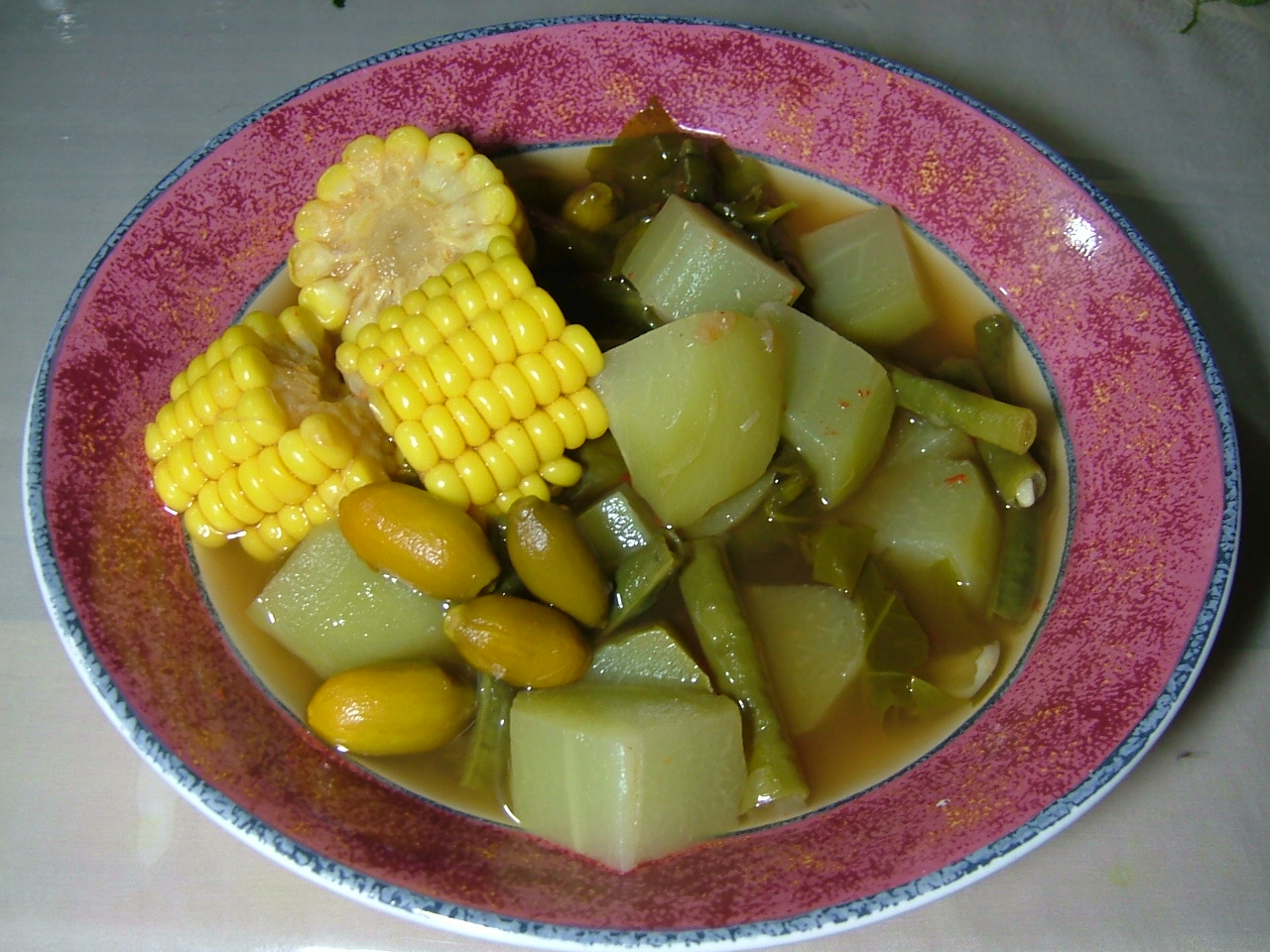
Sajoer asem

- Mi goreng
- Kroket kentang
- Soto
- Sajoer asem
- Nasi goreng